# Dubrovski
Dubrovski (rusă Дубровский) este un roman neterminat al scriitorului rus Aleksandr Pușkin, început în 1832.
Pușkin a început acest roman în octombrie 1832. Ultimul capitol al romanului, rămas neterminat, a fost scris la începutul anului 1833.  Romanul a fost publicat prima dată sub titlul „Dubrovski”, în ediția postumă a operelor lui Pușkin, în anul 1841, vol. X. Denaturile și tăieturile cenzurii au fost îndreptate după mulți ani.
La baza subiectul romanului se află episodul comunicat lui Pușkin de către prietenul său P. V. Nașciokin, din viața unui „nobil bielorus scăpătat, cu numele de Ostrovski (cum fusese inițial denumit romanul), care s-a judecat cu un vecin pentru pământ, a fost gonit de pe moșie și, rămas doar cu servitorii lui, a început să prade întâi slujbașii satului și apoi și pe alții”. Nașciokin îl văzuse pe acest Ostrovski la închisoare. Pușkin a folosit ca material pentru romanul său și procesul autentic de la Tribunalul județean din Cozlov, din octombrie 1832 „Despre însușirea ilegală de către locotenentul Ivan, fiul lui Iacov Muratov, a moșiei aparținând locotenentului-colonel de gardă Semion, fiul lui Piotr Criucov, situată în gubernia Tambov, județul Cozlov, satul Novopansc”. Copia acestui proces s-a păstrat printre hârtiile lui Pușkin.